# اردشیر افشین‌راد
اردشیر افشین‌راد کارگردان سینما اهل ایران بود.

## زندگی‌نامه
اردشیر افشین‌راد متولد ۱۳۵۶، فارغ‌التحصیل تئاتر است. وی فعالیت هنری را به عنوان دستیار کارگردان با فیلم «سیاوش» به کارگردانی سامان مقدم آغاز کرد.

## درگذشت
او در ۱۲ اسفند ۱۳۸۲ درگذشت.

## فیلم‌شناسی
- خانه‌ای در شن (۱۳۸۲)
- پارتی (۱۳۷۹)
- دیوونه خونه (۱۳۸۱)